# Chizumulu
L'île de Chizumulu est la plus petite des deux îles du lac Malawi (l'autre étant celle de Likoma). Bien qu'enclavée dans les eaux territoriales du Mozambique, elle fait partie du Malawi, les deux îles formant le district de Likoma.
La raison de cette enclave est la colonisation de ces deux îles par des missionnaires anglicans.
Elle comprend environ 4 000 habitants qui doivent importer leurs ressources alimentaires et leur électricité de la terre ferme pour pouvoir subsister. Elle est donc autant victime de son enclavement que Likoma, qui elle possède une piste d'atterrissage. 